# Натан Стук
Натан Стук (англ. Nathan Stooke, 28 травня 1976) — американський плавець.
Бронзовий медаліст Чемпіонату світу з водних видів спорту 1998 року в командних змаганнях на 25 км.